# جزمه
جزمه روستایی از توابع بخش مرکزی شهرستان آبیک در استان قزوین ایران است. تاتی و ترکی زبان‌های رایج در روستای جزمه هستند.

## جمعیت
این روستا در دهستان کوهپایه شرقی قرار دارد و براساس سرشماری مرکز آمار ایران در سال ۱۳۸۵، جمعیت آن ۳۷۹ نفر (۱۰۴خانوار) بوده‌است.